# Janusz Korek
Janusz Michał Korek (ur. 9 lipca 1955 w Sosnowcu) – polski badacz literatury, historyk idei politycznych, tłumacz i redaktor. Od roku 1983 mieszka i działa w Sztokholmie. 

## Życiorys
Syn Stefana i Heleny z domu Podraza. W roku 1975 ukończył Technikum Energetyczne w Sosnowcu. Podjął studia polonistyczne na Wydziale Filologicznym Uniwersytetu Śląskiego. W 1980 roku obronił pracę magisterską poświęconą Bolesławowi Leśmianowi. 
W okresie studiów przewodniczył sekcji teorii literatury Koła Naukowego Polonistów. Był współzałożycielem Niezależnego Zrzeszenia Studentów (NZS) na filologii polskiej Uniwersytetu Śląskiego. Wspólnie z Januszem Nowakiem założył i prowadził wydawnictwo podziemne Oficyna Nieobecnych działające w Sosnowcu. W roku 1980 współorganizował strajki studenckie na śląskiej polonistyce. Po wprowadzeniu stanu wojennego organizował pomoc dla internowanych. 
W styczniu 1982 roku został zatrzymany na podstawie art. 42 dekretu z dn. 12.12.1981 r. Przebywał w licznych ośrodkach odosobnienia, m.in. w Jastrzębiu-Szerokiej i Uhercach. Po powrocie z internowania był zwalniany z kolejnych miejsc pracy ze względu na zakaz wykonywania zawodu nauczycielskiego wydany przez Służbę Bezpieczeństwa. 
Po odmowie przyjęcia biletu do kompanii karnej, wystawionego 8.12.1982 r. przez WKU w Będzinie, zdecydował się na opuszczenie kraju. Wyjechał z paszportem jednokrotnego przekroczenia granicy i udał się wraz z rodziną do Szwecji.   

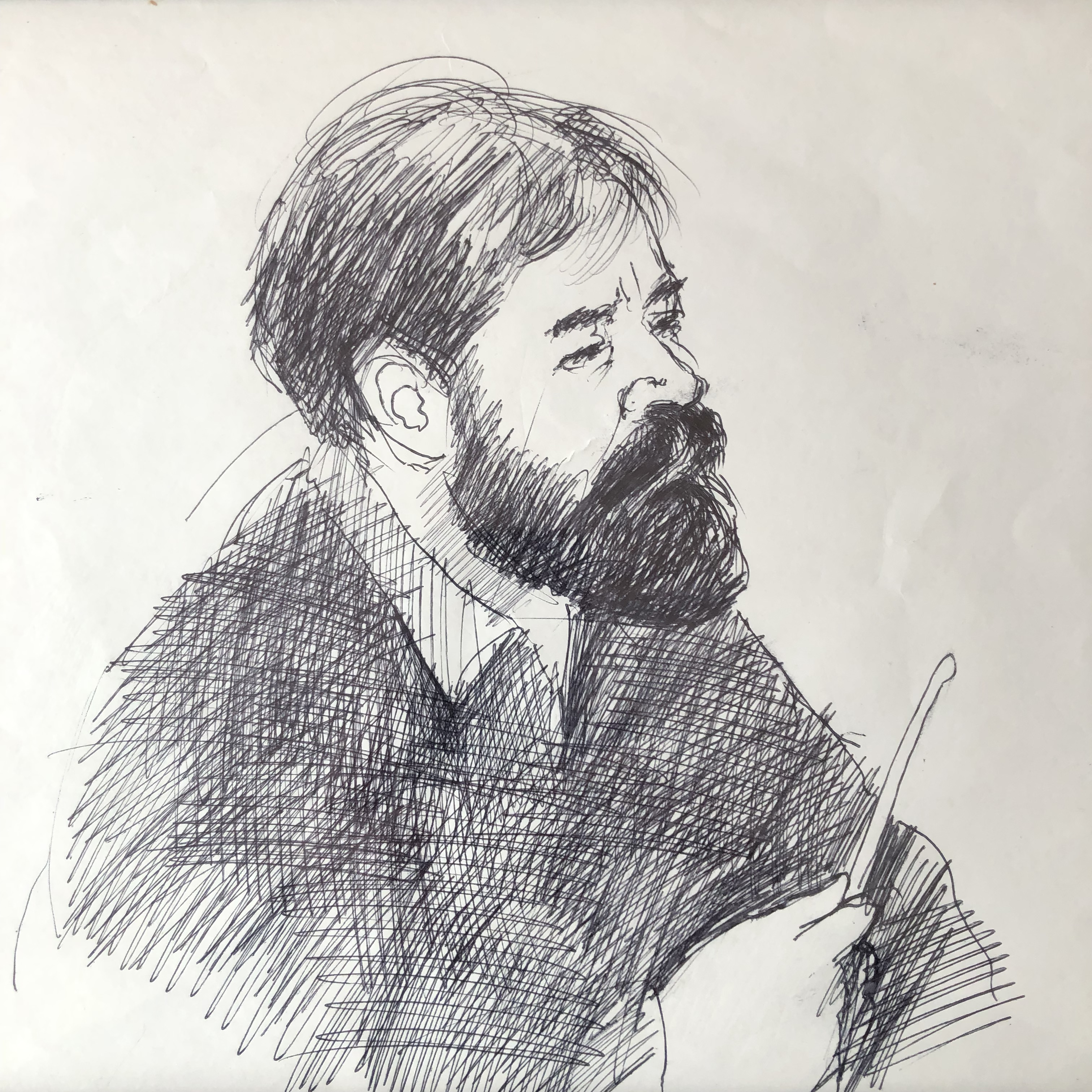
Janusz Korek 1989, rys. Zenon Dyrszka

Na emigracji włączył się w działalność społeczną. W latach 1985–1989 organizował pomoc dla prześladowanych członków NZS i Solidarności z terenów Górnego Śląska w ramach tzw. Składki Górnośląskiej. W okresie 1990–1994 pełnił funkcję redaktora naczelnego czasopisma „Miljösambandet” wydawanego przez Szwedzko-Polskie Towarzystwo Ochrony Środowiska. Był jednym z założycieli pisma naukowego „Acta Sueco-Polonica”, które powstało w 1993 roku na Uniwersytecie w Uppsali. Współredagował ten periodyk do roku 2003. W latach 1991–1994 pracował w redakcji polskiej Szwedzkiego Radia w Sztokholmie.   
Jest tłumaczem poezji i prozy szwedzkiej na język polski. W 2002 roku otrzymał stypendium Związku Pisarzy Szwedzkich (Sveriges Författarförbund).  
Od roku 1999 współpracuje ze sztokholmską „Nową Gazetą Polską” i pismem online „Strefa:SE” 
W 2005 roku zyskał status pokrzywdzonego i represjonowanego oraz rozpracowywanego przez organy bezpieczeństwa PRL w latach 1980–1983, potwierdzony przez Instytut Pamięci Narodowej. 
W 2024 roku za zasługi w działalności na rzecz niepodległości i suwerenności Polski oraz respektowania praw człowieka został odznaczony Krzyżem Wolności i Solidarności na podstawie postanowienia Prezydenta Rzeczypospolitej Polskiej. 

## Działalność naukowa
W latach 1986–1991 pracował na Wydziale Języków Słowiańskich i Bałtyckich Uniwersytetu Sztokholmskiego najpierw jako doktorant, później nauczyciel akademicki i badacz w projekcie naukowym „Polskie strategie kulturalne 1970–1980”. W latach 1986–1996 współorganizował seminarium „Historia i kultura Polski” na Uniwersytecie w Uppsali.
W 1998 roku uzyskał tytuł doktora (Doctor of Philosophy in Slavic Languages) na Uniwersytecie Sztokholmskim, gdzie w tym samym roku opublikował rozprawę doktorską, która była pionierską monografią myśli politycznej paryskiej „Kultury”. Książka Paradoksy paryskiej „Kultury” ukazała się także w zmienionych wersjach w Lublinie (2000) i Katowicach (2008). 
W roku 1998 rozpoczął pracę na Uniwersytecie Południowego Sztokholmu (Södertörn University) jako nauczyciel akademicki i badacz. W projekcie naukowym „Institutionalizing Democracy. A Study of City Regions in Poland and Ukraine” (1998–2002) analizował tworzenie się dyskursów demokratycznych w Polsce i Ukrainie w okresie postkomunistycznym (1989–2001). W 2000 roku zainicjował interdyscyplinarne seminarium naukowe „Sprawy polskie”, które prowadził do roku 2006.
W latach 2003–2006 na tej samej uczelni współorganizował i prowadził kierunek studiów: Språk – Kultur – Marknad, inriktning: Polen (Język – kultura – rynek, specjalizacja: Polska). W tym czasie kierował też projektem wykorzystującym teorie postkolonialne do badań krajów Europy Środkowo-Wschodniej. W ramach tych badań pod jego redakcją powstała monografia zbiorowa From Sovietology to Postcoloniality. Poland and Ukraine from a Postcolonial Perspective. Jako Associate Professor in Slavic Languages prowadził w Centrum Badań Europy Wschodniej i Krajów Bałtyckich (w latach 2006–2008) projekt badawczy na temat wschodnioeuropejskich utopii literackich. W tym samym centrum w latach 2013–2014 kierował projektem „The paradoxes of the Polish cultural identity (Representations of «West» and «East» in the polish literature in exile after the end of World War II)”.
W okresie 2008–2020 był redaktorem naczelnym pisma online „Postcolonial Europe” afiliowanego przy Uniwersytecie Sztokholmskim. Na tej uczelni od roku 2010 do 2012 pełnił obowiązki profesora języka i literatury polskiej.

## Wybrane publikacje
- Paradoksy paryskiej „Kultury”. Ewolucja myśli politycznej w latach 1947–1980, wyd. I, Sztokholm 1998. ISBN 91-22-01809-3.
- Paradoksy paryskiej „Kultury”. Styl i tradycje myślenia politycznego, wyd. II, Lublin 2000. ISBN 83-227-1637-0.
- Paradoksy paryskiej „Kultury”. Styl i tradycje myślenia politycznego, wyd. III, uaktualnione i rozszerzone, Katowice 2008. ISBN 978-83-226-1667-3.
- Demokrativetande i Polen och Ukraina under den postkommunistiska perioden, Sztokholm 2004. ISBN 91-87290-50-2.
- From Sovietology to Postcoloniality. Poland and Ukraine from a Postcolonial Perspective – redaktor i współautor, Sztokholm 2007. ISBN 978-91-89315-72-3.
- Röster om Gombrowicz – redaktor i współautor, Sztokholm 2010. ISBN 978-91-872-9098-5.
- Mottagarperspektivet i tidskriftsforskningen, "Acta Sueco-Polonica", Uppsala 1994. nr. 2, s. 83-93. ISSN 1104-3431.

- Zagadka Mickiewicza a Swedenborg, „Acta Sueco-Polonica” , Uppsala 1999, nr 7, s. 89–111. ISSN 1104-3431.
- "Four Days in Atlantis": Józef Lewandowski's Complex Vision of the Polish Jewish Past. "Polin" Oxford 1999 t. 12 s. 307-315, USA
- Ponętna utopia czy zimny realizm? (Federacja Europy Środkowo-Wschodniej w myśli politycznej paryskiej „Kultury”, [w:] O nowy kształt Europy. XX-wieczne koncepcje federacjonistyczne w Europie Środkowo-Wschodniej i ich implikacje dla dyskusji o przyszłości Europy, red. J. Kłoczowski, S. Łukasiewicz, Lublin 2003, s. 189–214. ISBN 83-85854-79-7.
- Literatura w dyskursie „Kultury”. Kilka tez na temat hipotetycznej całości, [w:] Przekraczanie granic, red. J. Gesche, D. Tubielewicz Mattsson, Sztokholm 2006, s. 119–132. ISBN 9187290537.
- Polityka, tożsamość, kultura w powojennym dyskursie paryskiej „Kultury”, [w:] Kultura – Polityka – Tożsamość, red. E. Teodorowicz–Hellman, D. Tubielewicz Mattsson, Sztokholm 2007, s. 91–105. ISBN 91-87290-47-2.
- Postkolonializm a Europa Środkowo-Wschodnia, „Porównania” 2008, nr 5, s. 43–54. ISSN 1733-165X.
- Jerzy Stempowski, or How Poles Should Have Bid Farewell to Ukraine, [w:] Med blicken österut, red. P. Ambrosiani, E. Löfstrand, E. Teodorowicz-Hellman, Sztokholm 2014, s. 183–193. ISBN 978-91-7580-715-7.
- O demokracji, czyli postkolonialne aspekty dyskursów IV Rzeczypospolitej, „Świat i Słowo” 2017, nr 2, s. 33–74. ISSN 1731-33-17.

- …i znów wypłynie łódź Argo – „Kultura” Jerzego Giedroycia odpowiedzią na kryzys kultury europejskiej, [w:] Ostatni obywatele Wielkiego Księstwa Litewskiego, red. T. Bujnicki, K. Stępnik, Lublin 2005, s. 187–203. ISBN 83-227-2300-8.
- Zwierzę polityczne w przeciągu między Wschodem a Zachodem, [w:] Aktualność przesłania paryskiej „Kultury“ w dzisiejszej Europie, red. J. Kłoczowski, A. Gil., Ł. Jasina, Lublin 2007, s. 69–77. ISBN 978-83-85854-90-6.
- Giedroyc, Wańkowicz i „Trzecie Miejsce”, czyli rozprawa z polskim romantyzmem politycznym, [w:] Jerzy Giedroyc: kultura, polityka, wiek XX. Debaty i rozprawy, red. A. Mencwel, A.S. Kowalczyk, L. Szaruga, Z. Grębecka. Warszawa 2009, s. 331–339. ISBN 978-83-235-0532-7.
- Jest tylko Zachód… i właśnie go nie ma, czyli gdzie leży Polska?, www.strefa.se https://www.strefa.se/2024/02/07/janusz-korek-jest-tylko-zachod-i-wlasnie-go-nie-ma-czyli-gdzie-lezy-polska/

## Tłumaczenia
- Bruno K. Öijer, Gdy trucizna działa, Sosnowiec 1992. ISBN 83-900901-0-4.
- Jan Guillou, Królestwo na końcu drogi, Katowice 2009. ISBN 978-83-7183-657-2.
- Jan Guillou, Rycerz zakonu Templariuszy, (wspólnie z Leonem Kalinowskim), Katowice 2009. ISBN 978-83-7183-656-5.

## Wywiady
- „Radość opowiadania” – rozmowa z Pawłem Huelle, „Transformacje" 1995, nr 1. ISSN 1400-1578.
- „I tak zawiśliśmy w powietrzu” – rozmowa z Jerzym Giedroyciem z 4 maja 1988 roku, „Acta Sueco-Polonica” 1999/2000, nr 8/9, s. 207–218. ISSN 1104-3431.
- „Ja nigdy nie podawałem się za Litwina”… Z Czesławem Miłoszem rozmawia Janusz Korek, [w:] C. Miłosz: Rozmowy polskie 1999–2004, Kraków 2010, s. 809–812. ISBN 978-83-08-04557-2.